# Fiadeiro
Os fiadeiros ou fiadouros, são fogueiras que se acendiam de noite num terreno e em que o povo se reunia à volta com as mulheres e moças casadouras a fiar o linho ou a lã, a cardar, a cantar ou rezar e em que também se contavam histórias, adivinhações, e faziam travessuras. Estas fogueiras realizavam depois das colheitas nos finais de Setembro e princípios de Outubro.
Nas aldeias da região da Alta Lombada (situada a poente da cidade de Bragança) intervinha uma "mula", um grupo de dois ou três rapazes, que no meio de muita diversão e animação tentava acabar com o fiadeiro.
Em Argozelo o fiadeiro realiza-se no dia de Todos-os-Santos. A população reune-se à volta da fogueira para rezar  pelos defuntos da terra, confraternizar e comer figos, vinho, aguardente, pão, e também sardinhas assadas.
No passado, as autoridades eclesiásticas,por vária vezes, tentaram proibir os fiadeiros nas aldeias transmontanas.